# Luis Pérez Romero
Luis Pérez Romero (Madrid, 25 december 1980) is een voormalig Spaans wielrenner. Hij was prof van 2004 tot 2007. 

## Overwinningen
2006
- 2e etappe Ronde van Catalonië

Blanco · Burgos · César Veloso · De Vocht · Dockx · Domínguez · Dueñas · Elías · Florencio · Guerra · Jufré · Laguna · López · Martínez · Mattan · Mayoz · Pasamontes · Pérez · Rebollo · Roesems · Rosseler · Scheuneman · Van Hecke · Vanlandschoot · Vansummeren · Moreno (stagiair) · Pauwels (stagiair) · Stubbe (stagiair)